# Rumunia na Letnich Igrzyskach Paraolimpijskich 2004
Rumunię na Letnich Igrzyskach Paraolimpijskich 2004 reprezentowało 2 zawodników. Był to czwarty start reprezentacji Rumunii na letnich igrzyskach paraolimpijskich.

## Skład reprezentacji

### Kolarstwo
Mężczyźni
| Zawodnik     | Konkurencja       | Pozycja    |
| ------------ | ----------------- | ---------- |
| Eduard Novak | jazda na czas LC2 | 4. miejsce |

### Podnoszenie ciężarów
Mężczyźni
| Zawodnik     | Konkurencja  | Pozycja    |
| ------------ | ------------ | ---------- |
| Adrian Sandu | ponad 100 kg | 9. miejsce |